# Suzanne Collinsová
Suzanne Collinsová (* 10. srpna 1962) je americká spisovatelka, autorka bestsellerových sérií Underworld Chronicles (doslovně Podzemní kroniky) a Hunger Games (doslovně Hladové hry). Vystudovala obor dramatického psaní na New York University, kde získala titul M.F.A. V současnosti[kdy?] žije v Connecticutu se svým manželem, dvěma dětmi a třemi koťaty.

## Kariéra
Suzanne Collinsová započala svou spisovatelskou dráhu v roce 1991 jako scenáristka televizních show pro děti. Po setkání s Jamesem Proimosem při práci na jednom z pořadů získala novou inspiraci a vrhla se na psaní vlastních knih pro děti.
Inspirací pro Gregor the Overlander (doslovně Řehoř Suchozemský), první knihu z úspěšné série The Underland Chronicles, jí byla Alenka v říši divů, která by se však nepropadla králičí norou, nýbrž norou lidskou, pod kterou by našla něco úplně jiného než čajovou sešlost. Poslední kniha z této série s názvem Gregor and the Code of Claw (doslovně Řehoř a kód drápu) vyšla v roce 2007.
V roce 2008 vyšla první kniha trilogie Hunger Games (pod názvem Hunger Games - Aréna smrti vydalo Nakladatelství Fragment na jaře 2010). V této trilogii se inspirovala řeckým mýtem o Théseovi a Minotaurovi a také armádní dráhou svého otce, která jí umožnila lépe porozumět chudobě, hladu a dalším následkům války. Námět na příběh ji napadl ve chvíli, kdy přepínala televizi mezi zprávami z války v Iráku a různými reality show. V roce 2009 vyšel druhý díl Catching Fire (pod názvem Vražedná pomsta vydalo Nakladatelství Fragment na podzim 2010) a závěrečný díl vyšel v srpnu 2010 pod názvem Mockingjay (doslovný překlad Reprodrozd; pod názvem Síla vzdoru byl vydán na jaře 2011 v Nakladatelství Fragment). Jen prvního dílu se prodalo v Severní Americe během prvního roku přes 1,5 milionů výtisků, na žebříčku New York Times se udržel titul více než 60 týdnů. Suzanne Collinsová se díky tomuto úspěchu dostala v roce 2010 na seznam nejvlivnějších lidí, sestavovaného magazínem Time.
Filmová práva na trilogii The Hunger Games získala společnost Lions Gate Entertainment. Collinsová spolupracovala i na scénáři ke zfilmování prvního dílu (premiéra 2012), které bylo komerčně velmi úspěšné (rozpočet $78 miliónů, zisk pak $700 miliónů).

## Knihy

### Pentalogie Underworld Chronicles
1. Gregor the Overlander (2003) - Gregor a město pod městem (2018)
2. Gregor and the Prophecy of Bane (2004) - Gregor a zlověstné proroctví (2019)
3. Gregor and the Curse of the Warmbloods (2005)
4. Gregor and the Marks of Secret (2006)
5. Gregor and the Code of Claw (2007)

### Trilogie Hunger Games
1. Hunger Games (2008) – Aréna smrti (2012)
2. Catching Fire (2009) – Vražedná pomsta (2013)
3. Mockingjay (2010) – Síla vzdoru (2014-2015)
4. The Ballad of Songbirds and Snakes (2020) – Balada o ptácích a hadech (2020)
5. Sunrise on the Reaping - Úsvit sklizně (2025)

### Další knihy
- Fire Proof: Shelby Woo #11 (1999)
- When Charlie McButton Lost Power (2005)